# Chicago Typewriter
Chicago Typewriter (hangeul : 시카고 타자기 ; RR : Sikago Tajagi) est une série télévisée romantique fantastique sud-coréenne en seize épisodes de 70 minutes, créée par Yoo Ah-in et diffusée entre le 7 avril 2017 et le 3 juin 2017 sur le réseau TVN,,,,.
En France, elle est diffusée depuis le 1er octobre 2019 sous le même titre sur la plate-forme Netflix.
Le titre réfère au pistolet-mitrailleur Thompson, à l'œuvre posthume de Seo Hwi-young, au roman de Han Se-joo et à la machine à écrire découverte à Chicago.

## Synopsis
Trois résistants vivant en pleine occupation de la Corée par le Japon dans les années 1930 sont réincarnés chacun de nos jours en écrivain déprimé, une fanatique et un écrivain prête-plume…

## Distribution

### Acteurs principaux
- Yoo Ah-in : Han Se-joo / Seo Hwi-young
  - Choi Min-young : Han Se-joo, jeune
- Im Soo-jeong : Jeon Seol / Ryu Soo-hyun / Anastacia
  - Choi Myung-bin : Jeon Seol, jeune
  - Jo Min-ah : Ryu Soo-hyun, jeune
- Ko Kyeong-pyo : Yoo Jin-oh / Shin Yool
- Kwak Si-yang : Baek Tae-min / Heo Young-min
  - Son Sang-yeon : Baek Tae-min, jeune
- Jo Woo-jin : Gal Ji-suk
- Oh Na-ra : la secrétaire Kang
- Yang Jin-sung : Ma Bang-jin
  - Kwak Ji-hye : Ma Bang-jin, jeune
- Jeon Soo-kyung : Wang Bang-wool
- Kang Hong-suk : le chef Won Dae-han
  - Song Joon-hee : Won Dae-han, jeune
- Ji Dae-han : Won Man-hae

### Acteurs récurrents
- Cheon Ho-jin : Baek Do-ha, le père de Tae-min
- Jo Kyung-sook : Hong So-hee, la mère de Tae-min
- Lee Kyu-bok : Song Jong-wook
- Kim Hyun-sook : la vétérinaire
- Shim Min : Mi-young
- Kim Sung-hoon : Lee Jung-bong
- Park Ji-hoon : Jeon Doo-yeob
- Kim Ki-soo : Jo Sang-chul
- Park Sun-im : Hannah Kim
- Choi Kyo-shik : le jardinier
- Hong Dae-sung : le garde du corps du Carpediem
- Cha Geon-woo : Butler
- Jung Byung-ho : Yang ho-pil
- Jeon Yi-rang : Jang Ki-bong
- Gam Seung-min : Yang Hyung-sik
- Kang Dong-yoong : M. Jo
- Lee Doo-seok : le camarade Kang

### Acteurs caméos
- Yoo Byung-jae : le gardien du cerf (épisode 2)
- Choi Deok-moon : le père de Jeon Seol (épisodes 3 et 16)
- Choi Song-hyun : MC (épisode 3)
- Cosmic Girls : elles-mêmes (épisode 3)
- Jeon Mi-seon : Lim So-yoon / Mme Sophia (épisodes 9-11 et 13-16)
- Woo Do-im : Jo Sang-mi (épisodes 10-15)

## Production

### Développement
La série est écrite par Jin Soo-wan qui a également d’autres séries à succès telles que Moon Embracing the Sun (해를 품은 달, 2012) et Kill Me, Heal Me (킬미, 힐미, 2015),.

### Tournage
Le tournage débute le 2 mars 2017, un mois avant sa diffusion, à Séoul, dont le Book Park du quartier Hannam-dong dans l’arrondissement de Yongsan-gu, le quartier de Ikseon-dong et le musée de la prison de Seodaemun,.

### Musique
| 1.    | Chicago Typewriter (시카고 타자기)                      |             | 03:05 |
| 2.    | Satellite (위성)                                        | SALTNPAPER  | 03:52 |
| 3.    | Blooming Memories (아주 오래된 기억)                    | Baek Ye-rin | 03:43 |
| 4.    | Writing Our Stories (우리의 얘기를 쓰겠소)              | SG Wannabe  | 03:59 |
| 5.    | Be My Light                                             | Kevin Oh    | 03:48 |
| 6.    | Come With Me                                            | Boni Pueri  | 03:58 |
| 7.    | Time Walk                                               | Boni Pueri  | 03:30 |
| 8.    | Satellite (Inst.)                                       |             | 03:52 |
| 9.    | Blooming Memories (Inst.)                               |             | 03:43 |
| 10.   | Writing Our Stories (Inst.)                             |             | 03:37 |
| 11.   | Be My Light (Inst.)                                     |             | 03:48 |
| 12.   | Ghostwriter Yoo Jin-oh (유령작가 유진오)                |             | 02:36 |
| 13.   | Aim the Gun (총을 겨누다)                               |             | 03:02 |
| 14.   | Han Se-joo & Jeon Seol (한세주의 전설)                  |             | 03:21 |
| 15.   | Time Travel (시간여행)                                  |             | 03:12 |
| 16.   | Remember the Novel We Wrote (그날의 소설을 함께 기억해) |             | 03:10 |
| 56:16 |                                                         |             |       |

### Fiche technique
- Titre original : 시카고 타자기
- Titre international et français : Chicago Typewriter
- Création : Yoo Ah-in
- Réalisation : Kim Cheol-kyu
- Scénariste : Jin Soo-wan
- Musique : Nam Hye-seung
- Photographie : Park Jae-hong et Kwon Young-joon
- Montage : Kim Na-young
- Production : Kim Ki-jae

Production déléguée : Kim Jin-yi et Park Ji-yeong
- Sociétés de production : The Unicorn et Studio Dragon
- Sociétés de distribution : TVN (Corée du Sud) ; Netflix (Monde)
- Pays d’origine :  Corée du Sud
- Langue originale : coréen
- Format : couleur
- Genre : romance fantastique
- Durée : 70 minutes
- Dates de diffusion :
  - Corée du Sud : 7 avril 2017 sur TVN
  - Monde : 1er octobre 2019 sur Netflix

## Épisodes
La série comprend seize épisodes sans titre.